# Ludwik Grynkiewicz-Sudnik
Ludwik Grynkiewicz-Sudnik vel Ludwik Grinkiewicz (ur. 31 marca 1895 w Werbajewie, w powiecie słuckim, zm. wiosną 1940 w Katyniu) – major piechoty Wojska Polskiego.

## Życiorys
Syn Antoniego i Heleny z Łazowskich. Uczestnik I wojny światowej. Żołnierz armii gen. Hallera we Francji. Dowódca kompanii 2 pułku strzelców polskich. 30 lipca 1920 roku został przyjęty do Wojska Polskiego z zatwierdzeniem posiadanego stopnia porucznika, z zaliczeniem do rezerwy armii i jednoczesnym powołaniem do służby czynnej na czas wojny, aż do demobilizacji, i przydzielony do 44 pułku Strzelców Kresowych.
W okresie międzywojennym pozostał w wojsku i kontynuował służbę w 44 Pułku w Równem. 31 marca 1924 roku został mianowany kapitanem ze starszeństwem z 1 lipca 1923 roku i 234. lokatą w korpusie oficerów piechoty. 11 kwietnia 1933 roku został przeniesiony do Dowództwa 13 Dywizji Piechoty w Równem. Później został przeniesiony do 45 pułku piechoty Strzelców Kresowych w Równem, w którym do 14 sierpnia 1939 roku dowodził III batalionem.
W czasie kampanii wrześniowej 1939 roku walczył na stanowisku kwatermistrza 204 pułku piechoty. Aresztowany przez Sowietów 18 września 1939 w Równem, osadzony w Kozielsku. W lutym 1940 rodzina otrzymała ostatnią wiadomość od Grynkiewicza. Między 11 a 12 kwietnia 1940 przekazany do dyspozycji naczelnika smoleńskiego obwodu NKWD – lista wywózkowa 022/3, poz. 64, nr akt 4381 z 9.04.1940. Został zamordowany między 13 a 14 kwietnia 1940 przez NKWD w lesie katyńskim. Zidentyfikowany podczas ekshumacji prowadzonej przez Niemców w 1943, zapis w dzienniku ekshumacji pod datą 08.05.1943. Przy szczątkach pismo z dowództwa 13 Dywizji Piechoty, listy, notatnik. Figuruje na liście AM-208-1545 i liście Komisji Technicznej PCK pod numerem 01545. Nazwisko Grynkiewicza znajduje się na liście ofiar (pod nr 1545) opublikowanej w Gońcu Krakowskim nr 141 i w Nowym Kurierze Warszawskim nr 146 z 1943. Krewni do 1946 poszukiwali informacji przez Biuro Informacji i Badań Polskiego Czerwonego Krzyża w Warszawie. Sąd grodzki w Szczecinie 15 grudnia 1947 uznał go za zmarłego. 
Ludwik Grynkiewicz-Sudnik był żonaty z Marią z Izdebskich, z którą miał córkę Marię i syna Bohdana.

## Ordery i odznaczenia
- Krzyż Walecznych (trzykrotnie)
- Srebrny Krzyż Zasługi (10 listopada 1928)[17]
- Krzyż Kampanii Wrześniowej – pośmiertnie 1 stycznia 1986[18]
- Krzyż Wojenny z trzema gwiazdkami (Francja)
- Medal Pamiątkowy Wielkiej Wojny (Francja)
- Medal Zwycięstwa („Médaille Interalliée”)

## Upamiętnienie
5 października 2007 roku Minister Obrony Narodowej Aleksander Szczygło mianował go pośmiertnie do stopnia podpułkownika. Awans został ogłoszony 9 listopada 2007 roku, w Warszawie, w trakcie uroczystości „Katyń Pamiętamy – Uczcijmy Pamięć Bohaterów”.
Dąb Pamięci posadzony przez Gimnazjum im. Prof. Stefana Myczkowskiego,  Czarna Górna 126. Certyfikat nr 000824/000423/WE/2009.